# Premis Oscar de 1962
Els Premis Oscar de 1962 (en anglès: 35th Academy Awards) foren presentats el 8 d'abril de 1963 en una cerimònia realitzada al Santa Monica Civic Auditorium de Los Angeles.
La cerimònia fou presentada per l'actor i cantant Frank Sinatra.

## Curiositats
La pel·lícula més nominada de la nit fou Lawrence d'Aràbia de David Lean amb 10 nominacions, i també fou la més premiada de la nit amb set premis en total, entre ells millor pel·lícula, director, guió adaptat i música original. Gregory Peck aconseguí el premi a millor actor principal pel seu paper a To Kill a Mockingbird de Robert Mulligan, considerat un dels millors papers de la història del cinema. Per la seva banda Anne Bancroft i Patty Duke recrearen les vides d'Anne Sullivan i Helen Keller a El miracle d'Anna Sullivan d'Arthur Penn, papers pels quals aconseguiren sengles Oscars.
Ingmar Bergman aconseguí una nominació a millor guió original per Såsom i en spegel, pel·lícula que l'any anterior havia aconseguit el premi a millor pel·lícula de parla no anglesa. Henry Mancini i Johnny Mercer es convertiren en els primers compositors a repetir guardó dos anys seguits en la categoria de millor cançó amb la seva victòria per Dies de vi i roses de Blake Edwards.

## Premis
| Millor pel·lícula | Millor director |
| --- | --- |
| - Lawrence d'Aràbia (Sam Spiegel per Columbia Pictures) - The Longest Day (Darryl F. Zanuck per 20th Century Fox) - The Music Man (Morton DaCosta per Warner Bros.) - Motí a la Bounty (Aaron Rosenberg per MGM) - To Kill a Mockingbird (Alan J. Pakula per Universal Pictures) | - David Lean per Lawrence d'Aràbia - Pietro Germi per Divorci a la italiana - Robert Mulligan per To Kill a Mockingbird - Arthur Penn per El miracle d'Anna Sullivan - Frank Perry per David and Lisa |
| Millor actor | Millor actriu |
| - Gregory Peck per To Kill a Mockingbird com a Atticus Finch - Burt Lancaster per L'home d'Alcatraz com a Robert Stroud - Jack Lemmon per Dies de vi i roses com a Joe Clay - Marcello Mastroianni per Divorci a la italiana com a Ferdinando Cefalù - Peter O'Toole per Lawrence d'Aràbia com a T. E. Lawrence | - Anne Bancroft per The Miracle Worker com a Anne Sullivan - Bette Davis per Què se n'ha fet, de Baby Jane? com a Jane Hudson - Katharine Hepburn per Long Day's Journey Into Night com a Mary Tyrone - Geraldine Page per Dolç ocell de joventut com a Alexandra Del Lago - Lee Remick per Dies de vi i roses com a Kirsten Arnesen/Clay                                                       |
| Millor actor secundari | Millor actriu secundària |
| - Ed Begley per Dolç ocell de joventut com a Tom Boss Finley - Victor Buono per Què se n'ha fet, de Baby Jane? com a Edwin Flagg - Telly Savalas per L'home d'Alcatraz com a Feto Gomez - Omar Sharif per Lawrence d'Aràbia com a Sherif Ali - Terence Stamp per La fragata infernal com a Billy Budd | - Patty Duke per The Miracle Worker com a Helen Keller - Mary Badham per To Kill a Mockingbird com a Jean Louise Finch - Shirley Knight per Dolç ocell de joventut com a Heavenly Finley - Angela Lansbury per El missatger de la por com a Sra. Iselin - Thelma Ritter per L'home d'Alcatraz com a Elizabeth McCartney Stroud                                                                  |
| Millor guió original | Millor guió adaptat |
| - Ennio de Concini, Alfredo Giannetti i Pietro Germi per Divorci a la italiana - Ingmar Bergman per Såsom i en spegel - Charles Kaufman i Wolfgang Reinhardt per Freud - Alain Robbe-Grillet per L'Année dernière à Marienbad - Stanley Shapiro i Nate Monaster per That Touch of Mink | - Horton Foote per To Kill a Mockingbird (sobre hist. de Harper Lee) - Robert Bolt i Michael Wilson per Lawrence d'Aràbia (sobre biografia de T. E. Lawrence) - William Gibson per The Miracle Worker (sobre obra teatre W. Gibson) - Vladimir Nabokov per Lolita (sobre hist. pròpia) - Eleanor Perry per David and Lisa (sobre hist. Theodore Isaac Rubin)                                    |
| Millor pel·líucula de parla no anglesa | |
| - Les dimanches de Ville d'Avray de Serge Bourguignon (França) - Electra de Michael Cacoyannis (Grècia) - Le quattro giornate di Napoli de Nanni Loy (Itàlia) - O Pagador de Promessas d'Anselmo Duarte (Brasil) - Tlayucan de Luis Alcoriza (Mèxic) | |
| Millor banda sonora - Dramàtica o còmica | Millor banda sonora - Musical o adaptació |
| - Maurice Jarre per Lawrence d'Aràbia - Elmer Bernstein perTo Kill a Mockingbird - Jerry Goldsmith per Freud - Bronislau Kaper per Motí a la Bounty - Franz Waxman per Taras Bulba | - Ray Heindorf per The Music Man - Leigh Harline per El meravellós món dels germans Grimm - Michel Magne per Gigot - Frank Perkins per La reina del vodevil - George Stoll per Billy Rose's Jumbo |
| Millor cançó original | Millor so |
| - Henry Mancini (música); Johnny Mercer (lletra) per Dies de vi i roses ("Days of Wine and Roses") - Bronislau Kaper (música); Paul Francis Webster (lletra) per Motí a la Bounty ("Love Song From Mutiny on the Bounty (Follow Me)") - André Previn (música); Dory Langdon (lletra) per Two for the Seesaw ("Song From Two for the Seesaw (Second Chance)") - Sammy Fain (música); Paul Francis Webster (lletra) per Tendra és la nit ("Tender Is the Night") - Elmer Bernstein (música); Mack David (lletra) per La gata negra ("Walk on the Wild Side") | - John Cox per Lawrence d'Aràbia - Waldon O. Watson per That Touch of Mink - Robert O. Cook per Bon Voyage! - Joseph D. Kelly per Què se n'ha fet, de Baby Jane? - George R. Groves per The Music Man |
| Millor direcció artística - Blanc i negre | Millor direcció artística - Color |
| - Alexander Golitzen i Henry Bumstead; Oliver Emert per To Kill a Mockingbird - Joseph C. Wright; George James Hopkins per Dies de vi i roses - Ted Haworth, Leon Barsacq i Vincent Korda; Gabriel Bechir per The Longest Day - George Davis i Edward Carfagno; Henry Grace i Dick Pefferle per Period of Adjustment - Hal Pereira i Roland Anderson; Sam Comer i Frank R. McKelvy per The Pigeon That Took Rome | - John Box i John Stoll; Dario Simoni per Lawrence d'Aràbia - George W. Davis i Edward Carfagno; Henry Grace i Dick Pefferle per El meravellós món dels germans Grimm - Alexander Golitzen i Robert Clatworthy; George Milo per That Touch of Mink - Paul Groesse; George James Hopkins per The Music Man - George W. Davis i J. McMillan Johnson; Henry Grace i Hugh Hunt per Motí a la Bounty |
| Millor fotografia - Blanc i negre | Millor fotografia - Color |
| - Jean Bourgoin i Walter Wottitz per The Longest Day - Burnett Guffey per L'home d'Alcatraz - Ernest Haller per Què se n'ha fet, de Baby Jane? - Russell Harlan per To Kill a Mockingbird - Ted D. McCord per Two for the Seesaw | - Freddie Young per Lawrence d'Aràbia - Russell Harlan per Hatari! - Robert L. Surtees per Motí a la Bounty - Paul C. Vogel per El meravellós món dels germans Grimm - Harry Stradling per La reina del vodevil |
| Millor vestuari - Blanc i negre | Millor vestuari - Color |
| - Norma Koch per Què se n'ha fet, de Baby Jane? - Don Feld per Dies de vi i roses - Denny Vachlioti per Fedra - Edith Head per L'home que va matar Liberty Valance - Ruth Morley per The Miracle Worker | - Mary Wills per El meravellós món dels germans Grimm - Bill Thomas per Bon Voyage! - Edith Head per My Geisha - Dorothy Jeakins per The Music Man - Orry-Kelly per La reina del vodevil |
| Millor muntatge | Millors efectes especials |
| - Anne Coates per Lawrence d'Aràbia - Samuel E. Beetley per The Longest Day - Ferris Webster per El missatger de la por - John McSweeney, Jr. per Motí a la Bounty - William H. Ziegler per The Music Man | - Robert MacDonald i Jacques Maumont per The Longest Day - A. Arnold Gillespie i Milo B. Lory per Motí a la Bounty |
| - Sundays and Cybele (França) - Electra (Grècia) - The Four Days of Naples (Itàlia) - Keeper of Promises (The Given Word) (Brasil) - Tlayucan (Mèxic) | |
| Millor documental | Millor curtmetratge documental |
| - Black Fox: The Rise and Fall of Adolf Hitler de Louis Clyde Stoumen - Alvorada d'Hugo Niebeling | - $Dylan Thomas de Jack Howells - The John Glenn Story de William L. Hendricks - The Road to the Wall de Robert Saudek |
| Millor curtmetratge | Millor curtmetratge d'animació |
| - Heureux Anniversaire de Pierre Étaix i Jean-Claude Carrière - Big City Blues de Martina i Charles Huguenot van der Linden - The Cadillac de Robert Clouse - The Cliff Dwellers de Hayward Anderson - Pan de Herman van der Horst | - The Hole de John i Faith Hubley - Icarus Montgolfier Wright de Jules Engel - Now Hear This (Warner Bros.) - Self Defense ... for Cowards de William L. Snyder - Symposium on Popular Songs de Walt Disney |

## Premi Humanitari Jean Hersholt
- Steve Broidy

## Presentadors
- George Chakiris: millor actriu secundària
- Rita Moreno: millor actor secundari
- Wendell Corey: millor pel·lícula de parla no anglesa
- Joan Crawford: millor director
- Bette Davis: millor guió original i adaptat
- Olivia de Havilland: millor pel·lícula
- Van Heflin: millors curtmetratges
- Audrey Hepburn i Eva Marie Saint: millor vestuari
- Gene Kelly: millor direcció artística
- Karl Malden: millor muntatge
- Donna Reed: millor fotografia
- Ginger Rogers: millor música i cançó
- Sophia Loren: millor actor
- Maximilian Schell: millor actriu
- Miyoshi Umeki: millors documentals
- Shelley Winters: millor so i efectes especials

### Actuacions
- Robert Goulet interpreta "Days of Wine and Roses" de Dies de vi i roses; "Love Song from Mutiny on the Bounty (Follow Me)" de Motí a la Bounty; "Song from Two for the Seesaw (Second Chance)" de Two for the Seesaw; "Tender Is the Night" de Tendra és la nit; i "Walk on the Wild Side" de Walk on the Wild Side

## Múltiples nominacions i premis
| Les següents pel·lícules van rebre diverses nominacions: - 10 nominacions: Lawrence d'Aràbia - 8 nominacions: To Kill a Mockingbird - 7 nominacions: Motí a la Bounty - 6 nominacions: The Music Man - 5 nominacions: Dies de vi i roses, The Longest Day, The Miracle Worker i Què se n'ha fet, de Baby Jane? - 4 nominacions: L'home d'Alcatraz i El meravellós món dels germans Grimm - 3 nominacions: Divorci a la italiana, Dolç ocel de joventut, La reina del vodevil i That Touch of Mink - 2 nominacions: Bon Voyage!, El candidat de la por, David and Lisa, Freud i Two for the Seesaw | Les següents pel·lícules van rebre més d'un premi: - 7 premis: Lawrence d'Aràbia - 3 premis: To Kill a Mockingbird - 2 premis: The Longest Day i The Miracle Worker |